# Episodi di Agli ordini papà (prima stagione)
La prima stagione della serie televisiva Agli ordini papà è stata trasmessa in anteprima negli Stati Uniti d'America dalla CBS tra il 17 settembre 1989 e il 21 maggio 1990.
| nº | Titolo originale                                         | Titolo italiano | Prima TV USA      | Prima TV Italia |
| -- | -------------------------------------------------------- | --------------- | ----------------- | --------------- |
| 1  | Pilot                                                    |                 | 17 settembre 1989 |                 |
| 2  | Just Polly & Me, and the Kids Make Five                  |                 | 18 settembre 1989 |                 |
| 3  | Rescue Mission                                           |                 | 25 settembre 1989 |                 |
| 4  | Wedding                                                  |                 | 2 ottobre 1989    |                 |
| 5  | Wounded Flyboy and the Nurse Who Gave Him Reason to Live |                 | 9 ottobre 1989    |                 |
| 6  | Twinkle                                                  |                 | 16 ottobre 1989   |                 |
| 7  | Jane Wayne Day                                           |                 | 23 ottobre 1989   |                 |
| 8  | Robin's Awakening                                        |                 | 6 novembre 1989   |                 |
| 9  | Major Mom                                                |                 | 13 novembre 1989  |                 |
| 10 | Love Doctor                                              |                 | 20 novembre 1989  |                 |
| 11 | See the Hill... Over the Hill                            |                 | 27 novembre 1989  |                 |
| 12 | Boxer Rebellion                                          |                 | 4 dicembre 1989   |                 |
| 13 | Discipline                                               |                 | 11 dicembre 1989  |                 |
| 14 | Lemon                                                    |                 | 2 gennaio 1990    |                 |
| 15 | That Connell Woman                                       |                 | 8 gennaio 1990    |                 |
| 16 | Jr.                                                      |                 | 29 gennaio 1990   |                 |
| 17 | Major Coach                                              |                 | 5 febbraio 1990   |                 |
| 18 | Camp MacGillis                                           |                 | 19 febbraio 1990  |                 |
| 19 | Not with My Daughter You Don't                           |                 | 26 febbraio 1990  |                 |
| 20 | Officer of the Day                                       |                 | 12 marzo 1990     |                 |
| 21 | All Quiet on the Home Front (Part 1 e 2)                 |                 | 2 aprile 1990     |                 |
| 22 | All Quiet on the Home Front (Part 1 e 2)                 |                 | 9 aprile 1990     |                 |
| 23 | See the Bridge                                           |                 | 30 aprile 1990    |                 |
| 24 | Standing Tall                                            |                 | 7 maggio 1990     |                 |
| 25 | Face the Music... and Dance (Part 1 e 2)                 |                 | 14 maggio 1990    |                 |
| 26 | Face the Music... and Dance (Part 1 e 2)                 |                 | 21 maggio 1990    |                 |